# 安部修仁
安部 修仁（あべ しゅうじ、1949年（昭和24年）9月14日 - ）は、日本の実業家である。株式会社吉野家ホールディングスで会長と社長を歴任した。ミスター牛丼の呼称がある。元一般社団法人日本フードサービス協会会長。元特定非営利活動法人日本食レストラン海外普及推進機構副理事長。

## 人物
福岡県出身で、福岡県立香椎工業高等学校を卒業 している。
高校卒業後、大学には進学せずにプロミュージシャンを目指して上京し、R&Bバンドを結成して活動する傍ら吉野家でアルバイトとして働いた。音楽の道を諦めて、1972年に松田瑞穂に採用されて 正社員として株式会社吉野家（吉野家ディーアンドシーを経て現在の吉野家ホールディングス）へ入社した。
1977年から九州地区本部長を務めて「アメリカ200店構想」の先兵としてイリノイ州へ語学留学した が、1980年7月に同社は会社更生法適用を申請 したため米国から召還された。1983年に取締役開発本部長に就任 したのち、セゾングループ出資により再建された同社で1988年に取締役として参画し、常務取締役や日本ダンキンドーナツ社長などを経て、1992年に当時42歳で代表取締役社長に生え抜きとして就任し、以降22年間吉野家の経営を指揮して「ミスター牛丼」と称された。
牛丼単品主義で早さと安さを追求して営業利益率10%超の高収益を実現 していたところ、2003年にアメリカのBSE問題で米国産牛肉は輸入禁止されて同業他社は豪州産などで牛丼販売を続けたが、安部は「牧草で育てる豪州産牛にしたら、別のテイストの牛丼になる。」と米国産牛肉にこだわり、国内の既存在庫が尽きた2004年2月11日から牛丼の発売を停止 し、24時間販売は2008年（平成20年）に再開した。
2007年10月の持株会社化により吉野家ホールディングス代表取締役社長に就任し、事業会社分割により事実上は続投 となった。新設の事業会社吉野家の社長に出射孝次郎が就任して安部は吉野家事業から退いたが、2010年4月より株式会社吉野家社長を兼任して再び吉野家事業に携わった。2012年9月1日付で吉野家ホールディングス社長を退任して代表権を有す会長に就任 したが、2014年5月にHD会長を退いて取締役を離れ、同8月31日付で事業会社「吉野家」の社長からも退くと発表し、同時にかつて倒産を経験した幹部たちも安部の退任に合わせて退く とされた。この間、2012年5月から日本フードサービス協会会長を務めたほか、日本食レストラン海外普及推進機構副理事長も務めた。
最初から正社員としての在籍となる、新卒・既卒・中途採用を経ずに、パートタイマーやアルバイトで入社した非正規雇用から叩き上げで社長に就任した人物で、東証プライム（旧・1部）上場企業で非正規雇用出身者が経営者に就いた例は、他にブックオフコーポレーションの橋本真由美や井村屋グループの中島伸子、安部の後任の社長である河村泰貴（安部と同じく大学進学をせずに高卒で社長に就任）などがいる。

## テレビ出演
- 日経スペシャル カンブリア宮殿 「ピンチをチャンスに変えろ」（2007年10月15日、テレビ東京）- 吉野家ホールディングス社長として出演[11]。

## 書籍

### 著書
- 『吉野家の牛丼280円革命』（インタビュアー:槇野咲男）（2002年9月30日、徳間書店）ISBN 4198615764
- 『吉野家 〜もっと挑戦しろ! もっと恥をかけ!』（2016年12月1日、廣済堂出版）ISBN 978-4331519936
  - カバーイラストは弘兼憲史
- 『大逆転する仕事術 就職、倒産、BSE問題、現在 倍返しできる人の発想法（2020年10月30日、プレジデント社）ISBN 9784833423861

### 共著
- 『吉野家の経済学』（共著者:伊藤元重）（2002年1月9日、日本経済新聞社 日経ビジネス人文庫）ISBN 4532191084
- 『吉野家で経済入門』（共著者:伊藤元重）（2016年2月1日、日本経済新聞出版社）ISBN 4532356865

### 関連書籍
- 『吉野家 安部修仁 逆境の経営学』（著者:戸田顕司）（2007年3月12日、日経BP社）ISBN 9784822201616